# Jaap Plenter
Jaap Plenter (Groningen, 9 oktober 1918 – Groningen 18 maart 2008) was een Nederlands voetballer en voetbaltrainer. Hij speelde tussen 1939 en 1951 bij GVAV. Bij deze club vervulde hij ook verschillende trainersrollen. 

## Loopbaan
Jaap Plenter kwam uit de jeugdopleiding van GVAV. Op 24 september 1939 maakte hij tegen WVV zijn debuut in het eerste elftal. Hij speelde in die tijd samen met onder andere Otto Bonsema. Op 1 april 1951 nam hij na 77 wedstrijden wegens een blessure gedwongen afscheid. Hij behaalde het diploma oefenmeester en werd in het seizoen 1955/56 trainer bij Neptunia uit Delfzijl. Na drie seizoenen keerde hij terug bij GVAV. Eerst als trainer van de jeugd en later van het tweede elftal. In het seizoen 1963/64 werd Plenter gevraagd om tijdelijk de honneurs waar te nemen van de zieke Tinus van der Pijl. Uiteindelijk zou Wim de Bois deze rol overnemen omdat voor Plenter de uitbreidingen van het takenpakket hem te veel werden. Eind 1969 kwam Plenter na het ontslag van Ludwig Veg opnieuw op de bank terecht. Samen met Jan de Jong kon hij het tij niet keren waardoor het seizoen 1969/70 werd afgesloten met degradatie naar de Eerste divisie. GVAV was ondertussen FC Groningen geworden en had Ron Groenewoud binnen gehaald om verder te professionaliseren. In 1973 besloten GVAV en Plenter uit elkaar te gaan omdat Plenter de tijd ontbrak om hierin mee te gaan. Hij zou als hoofdtrainer de overstap maken naar GRC en daar vijf jaar actief blijven. Hij verdween daarna uit de voetbalwereld. Jaap Plenter overleed op 18 maart 2008.